# 생체 아민 수용체
생체 아민 수용체(영어: biogenic amine receptor)는 생체 아민 신경전달물질에 민감한 다양한 신경전달물질 수용체이다. 이들은 대부분 막관통 수용체의 G 단백질 연결 수용체(GPCR) 패밀리, 구체적으로는 GPCR "패밀리 A"(로돕신 유사 수용체)에 속한다. 주목할 만한 예외는 리간드 개폐 이온 통로인 세로토닌 5-HT3 수용체이다. 생체 아민 수용체는 모노아민 수용체를 포함한다.

## 같이 보기
- 생체 아민
- 미량 아민 관련 수용체
- 모노아민 수용체